# ألكسندر كالينين
ألكسندر كالينين (بالروسية: Калинин, Александр Дмитриевич)‏ هو لاعب كرة قدم ومدرب كرة قدم روسي في مركز الدفاع، ولد في 1975 في ياروسلافل في روسيا. لعب مع شينيك ياروسلافل.